# Closterocerus ruforum
Closterocerus ruforum (abans Chrysonotomyia ruforum) és una espècie d'himenòpter apòcrit de la família dels eulòfids (Eulophidae). És parasitoide d'altres artròpodes i s'usa en el control biològic de plagues.

## Característiques
Tant el mascle com la femella mesuren entre 0,8 i 1,1 mm de longitud. Són de color majoritàriament negre brillant, si bé algunes parts poden ser marronoses, liles i verdoses. Tenen els ulls petits i l'espai malar (distància entre la part inferior de l'ull i la part superior de la mandíbula) gran. El mascle té l'abdomen estret i amb una taca blanquinosa, mentre que la femella té l'abdomen més gran i arrodonit, i perfectament negre.

## Distribució
És present quasi a tot Europa, si bé no hi ha citacions a la península Ibèrica, algunes parts de Rússia, el nord d'Àfrica i Nord-amèrica. Ha sigut alliberat intencionadament a Quebec, Nova Brunswick i Ontario per al control biològic de l'himenòpter defoliador de pícees Diprion hercyniae.

## Història natural
Com la majoria dels eulòfids, és un parasitoide d'altres artròpodes. C. ruforum parasita els ous de fins a tretze espècies d'himenòpters de la família dels dipriònids (defoliadors de coníferes), concretament els gèneres Diprion, Gilpina, Neodiprion i Microdiprion. Les femelles de C. ruforum tenen l'ovipositor adaptat per perforar els ous dels hostes i introduir-hi els seus ous, que maduraran ràpidament i permeten a la larva alimentar-se del contingut dels ous de l'hoste.
Mitjançant tècniques d'olfactometria, s'ha observat que aquest insecte pot detectar alguns dels hostes (Diprion pini i Neodiprion sertifer) a partir de les feromones sexuals d'aquests, o fins i tot a partir dels canvis d'emissions de compostos orgànics volàtils que els pins rojos generen com a resposta defensiva quan els Diprion pini hi ponen.